# Florian Krumböck
Florian Krumböck (* 10. September 1991 in St. Pölten) ist ein österreichischer Politiker (ÖVP). Ab 9. Dezember 2021 war er als Nachrücker für Marlene Zeidler-Beck ein vom Landtag von Niederösterreich gewähltes Mitglied des Bundesrates, die Angelobung erfolgte der 935. Bundesratssitzung am 21. Dezember 2021. Seit dem 23. März 2023 ist er Abgeordneter zum Landtag von Niederösterreich.

## Leben
Nach dem Besuch der Volksschule, die Florian Krumböck von 1997 bis 2001 in Viehofen besuchte, trat er in den musikalischen Zweig des BRG/BORG St. Pölten ein, wechselte jedoch in der Oberstufe in den naturwissenschaftlichen Zweig, wo er auch in der Schülervertretung aktiv war. Nach seiner Matura im Jahr 2009 absolvierte er den neunmonatigen Zivildienst im Landesklinikum St. Pölten. Danach studierte er an der Fachhochschule St. Pölten und absolvierte ein Bachelorstudium im Fach Media- und Kommunikationsberatung.

## Politik
Schon im Jahr 2006 trat Florian Krumböck der Jungen Volkspartei (JVP), der Jugendorganisation der Österreichischen Volkspartei bei, wo er bald Mitglied des Bezirks- und Stadtvorstands St. Pölten wurde. Ab 2009 war er Pressesprecher der ÖVP St. Pölten.
Nach der Gemeinderatswahl in St. Pölten 2011 kam er auf Empfehlung des damaligen Landesgeschäftsführers Gerhard Karner zum Kommunikationsteam der Volkspartei Niederösterreich (VPNÖ), wo er bis 2018 als Verantwortlicher für die interne Kommunikation und als Leiter der Digitalen Kommunikation sowie als zweiter Pressesprecher tätig war. Im Februar 2018 wurde er Pressesprecher des niederösterreichischen Finanzlandesrats Ludwig Schleritzko, dessen bisheriger Pressesprecher zur damaligen Staatssekretärin Karoline Edtstadler wechselte.
Bei der Gemeinderatswahl in St. Pölten 2016 war er Wahlkampfleiter und errang selbst ein Mandat im St. Pöltner Stadtparlament. Als einer von neun Gemeinderäten, die die ÖVP damals in St. Pölten stellte, engagierte er sich in den Bereichen Stadtplanung, Bau und Verkehr sowie Kunst, Kultur, Jugend, Bildung und Sport. Nach der Gemeinderatswahl 2021 wurde Florian Krumböck Klubobmann der ÖVP-Gemeinderatsfraktion in St. Pölten.
Da die ÖVP in der Gemeindevertretung der Landeshauptstadt St. Pölten traditionell weniger als ein Viertel der 42 Gemeinderäte stellt, wird die Bedeutung der Stadtpartei oft übersehen und ihre Chancen auf ein Mandat in Bundesrat, Landtag oder Nationalrat sind gering. Seit Hans Jörg Schelling im Jahr 2008 sein Direktmandat verpasste, gab es keinen Vertreter der ÖVP-St. Pölten mehr in den übergeordneten Vertretungen. Daher war es eine Überraschung, als bekannt wurde, dass Krumböck im Zuge der Personalrochaden nach der Umbildung der österreichischen Bundesregierung am 6. Dezember 2021 für ein Bundesratsmandat nominiert worden war. Der niederösterreichische Landtagsabgeordnete Gerhard Karner wurde Innenminister in der Bundesregierung Nehammer und Bundesrätin Marlene Zeidler-Beck rückte in den Landtag nach. Florian Krumböck wurde in der Landtagssitzung vom 9. Dezember 2021 als ihr Nachfolger im Bundesrat einstimmig gewählt.
Florian Krumböck bezeichnete in einem Interview sein Mandat als Mitglied des Bundesrates als „ideale Erweiterung“ seiner kommunalpolitischen Tätigkeit. Er sieht seine Aufgabe vor allem dort, „wo es um die Verbindung von Bezirk und Stadt zu Bund und Land geht“ und wird daher seine Funktionen im St. Pöltner Gemeinderat weiterhin ausüben.
Krumböck zog nach der Landtagswahl 2023 wieder in den Landtag ein.